# مختار سليمان
مختار سليمان هو لاعب كرة قدم صومالي، ولد في 10 أغسطس 1998.

## وصلات خارجية
- مختار سليمان على موقع قاعدة بيانات كرة القدم.إي يو (الإنجليزية)
- مختار سليمان على موقع ناشيونال فوتبول تيمز (الإنجليزية)
- مختار سليمان على موقع Soccerway.com (الإنجليزية)